# Habronestes grayi
Habronestes grayi là một loài nhện trong họ Zodariidae.
Loài này thuộc chi Habronestes. Habronestes grayi được Barbara C. Baehr miêu tả năm 2003.